# Acer mandshuricum
El Acer mandshuricum o arce manchuriano es la designación de género y de especie de un arce nativo de China sureste de Gansu, Heilongjiang, Jilin, Liaoning, sur de Shaanxi, Corea y Krai de Primorie, Rusia.

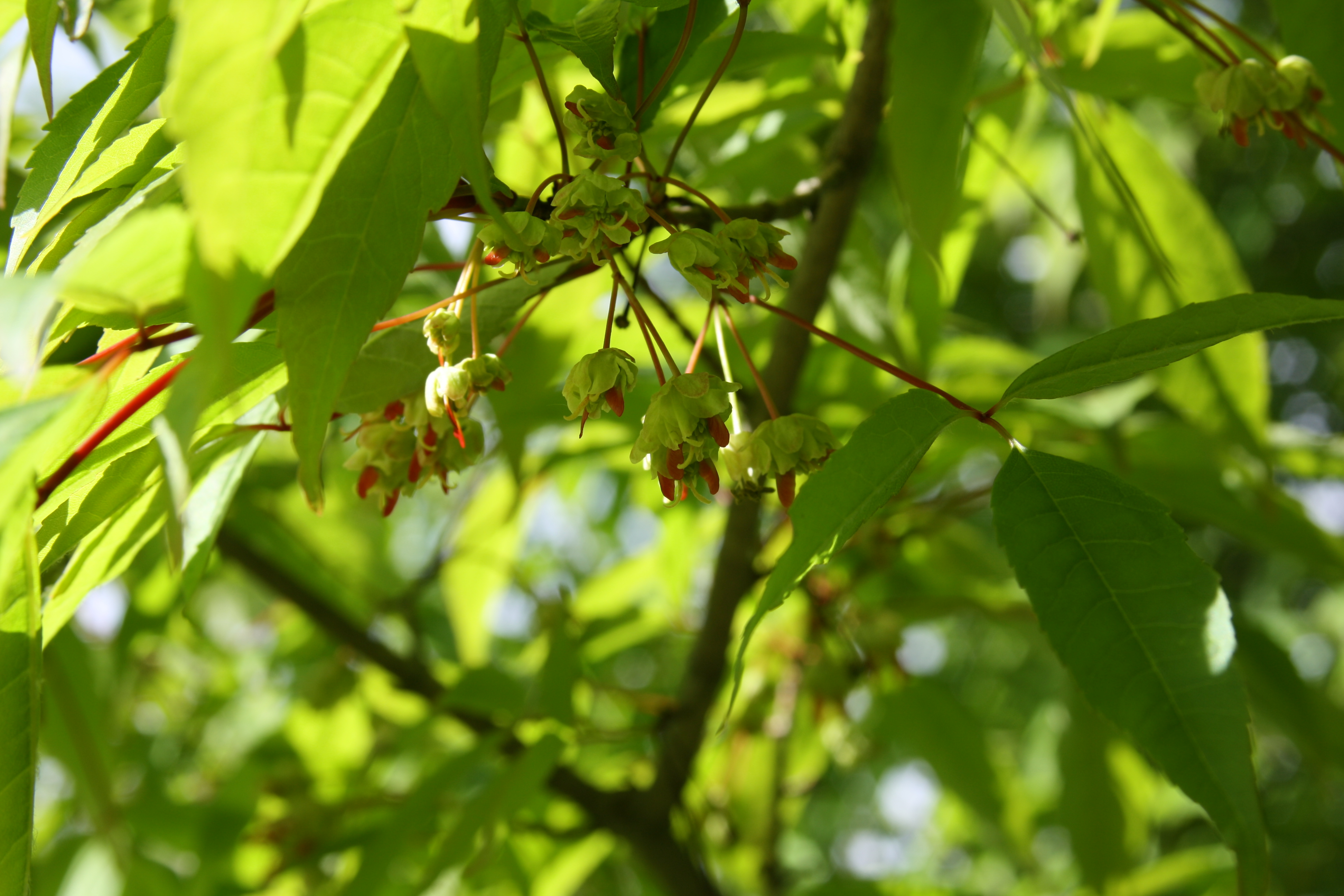
Flores

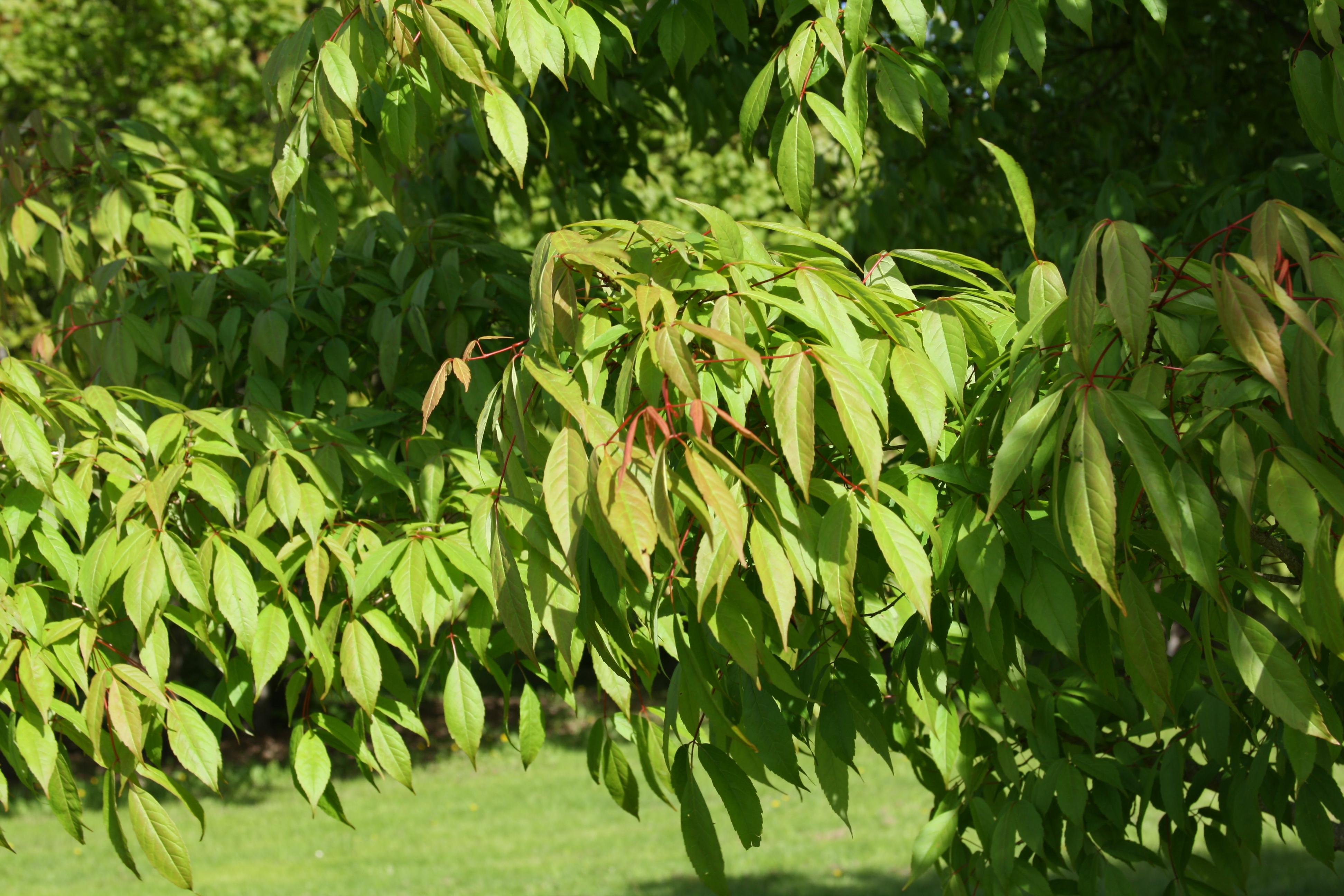
Follaje

## Descripción
Es un árbol caducifolio, escaso, que alcanza hasta 30 m de altura, pero generalmente es más pequeño. Se trata de un arce trifoliado, relacionado con especies como el arce florado (Acer triflorum) y el arce de papel (Acer griseum). Su corteza es lisa, gris, diferente de la corteza exfoliante de otros Arces.
Las hojas tienen un pecíolo de 7 a 10 cm, de tres alas. Su tallo es corto, oblongo, de 5 a 10 cm (2 a 4 pulgadas) de longitud y 1.5 a 3 cm de anchura, con márgenes aserrados. El folíolo central es del mismo tamaño o ligeramente mayor que los dos volantes laterales.
Las flores son de color verde amarillento, producidas en panículas consecutivas de tres a cinco. Su fruta, la sámara es dura y se extiende entre 3 y 3.5 cm a lo largo y 1 cm a lo ancho. A principios de la primavera la coloración de las hojas se vuelve verde oscura. A medida que avanza la estación se diferencian sus pecíolos, de color rojo.

## Cultivación
La especie fue introducida por primera vez para el cultivo en 1904, cuando los árboles se plantaron en el Real Jardín Botánico de Kew en el Reino Unido. El cultivo en Gran Bretaña no ha tenido tanto éxito, porque la adaptación a un clima continental produce una foliación temprana y puede causar daños por heladas tardías en las primaveras de allí; el espécimen más grande registrado es de 8 m de alto (Tree Register de las islas británicas).
A pesar de que rara vez se ve en un cultivo fuera de arboretos, su apariencia angosta lo hace ideal para jardines pequeños y, al igual que sus familiares, tiene un color otoñal espectacular que incluye tonos de color rosa y naranja. El mejor crecimiento se produce en pleno sol o sombra parcial y en suelo húmedo, pero bien drenado y ácido con un PH entre 5.6 y 6.0.
En los Estados Unidos, ejemplares maduros se puede ver en el Arnold Arboretum en Boston, Massachusetts, entre ellos uno de 70 años de edad, muestra que se ha alcanzado un tamaño de aproximadamente 13 m (40 pies) de altura y 8 m (25 pies) de ancho. En Canadá, el Real Jardín Botánico, en Hamilton, Ontario cuentan con tres arces Manchuria cada uno unos 10 m (35 pies) de altura.

## Taxonomía
Acer mandshuricum fue descrita por Carl Maximowicz y publicado en Bulletin de l'Academie Imperiale des Sciences de St-Petersbourg 12: 228. 1867.
Etimología
Acer: nombre genérico que procede del latín ǎcěr, -ĕris = (afilado), referido a las puntas características de las hojas o a la dureza de la madera que, supuestamente, se utilizaría para fabricar lanzas. Ya citado en, entre otros, Plinio el Viejo, 16, XXVI/XXVII, refiriéndose a unas cuantas especies de Arce.
mandshuricum: epíteto geográfico que alude a su localización en Manchuria.
Sinonimia
- Acer kansuense W.P.Fang & C.V.Chang
- Acer mandshuricum subsp. kansuense (W.P.Fang & C.Y.Chang) W.P.Fang
- Acer mandshuricum subsp. mandshuricum
- Crula mandshurica Nieuwl.
- Negundo mandshuricum (Maxim.) Budishchev ex Trautvetter[8]